# Lonicera nervosa
Lonicera nervosa là một loài thực vật có hoa trong họ Kim ngân. Loài này được Maxim. mô tả khoa học đầu tiên năm 1877.